# Cheramus oblongus
Cheramus oblongus är en kräftdjursart som först beskrevs av Le Loeuff och Andre Intes 1974.  Cheramus oblongus ingår i släktet Cheramus och familjen Callianassidae. Inga underarter finns listade i Catalogue of Life.